# Атис-Валь-де-Рувр (кантон)
Атис-Валь-де-Рувр (фр. Athis-Val de Rouvre) (до 5 марта 2020 года назывался Атис-де-л’Орн, фр. Athis-de-l'Orne) — кантон во Франции, находится в регионе Нормандия, департамент Орн. Входит в состав округа Аржантан.

## История
До 2015 года в состав кантона входили коммуны: Атис-де-л’Орн, Бержу, Бреэль, Дюрсе, Каан, Ла-Карней, Ла-Ланд-Сен-Симеон, Ле-Турай, Мениль-Юбер-сюр-Орн, Нотр-Дам-дю-Роше, Ронфёжре, Сегри-Фонтен, Сент-Онорин-ла-Шардон, Сен-Пьер-дю-Регар и Тайбуа.
В результате реформы 2015 года состав кантон был изменен. В него были включены отдельные коммуны упраздненных кантонов Бриуз и Пютанж-Пон-Экрепен.
С 1 января 2016 года состав кантона изменился. Коммуны Атис-де-л’Орн, Бреэль, Ла-Карней, Ле-Турай, Нотр-Дам-дю-Роше, Ронфёжре, Сегри-Фонтен и Тайбуа образовали новую коммуну Атис-Валь-де-Рувр, которая стала административным центром кантона; коммуны Ла-Форе-Овре, Ла-Френе-о-Соваж, Ле-Ротур, Мениль-Жан, Пютанж-Пон-Экрепен, Рабоданж, Сент-Круа-сюр-Орн, Сент-Обер-сюр-Орн и Шенедуи образовали новую коммуну Пютанж-ле-Лак.
5 марта 2020 года указом № 2020-212 кантон переименован в Атис-Валь-де-Рувр.

## Состав кантона с 1 января 2016 года
В состав кантона входят коммуны (население по данным Национального института статистики за 2018 г.):
- Абловиль (326 чел.)
- Атис-Валь-де-Рувр (4 236 чел.)
- Базош-о-Ульм (465 чел.)
- Бержу (454 чел.)
- Бриуз (1 526 чел.)
- Дюрсе (305 чел.)
- Жьель-Куртей (448 чел.)
- Каан (175 чел.)
- Крамениль (140 чел.)
- Ла-Ланд-Сен-Симеон (155 чел.)
- Ле-Гре (194 чел.)
- Ле-Мениль-де-Бриуз (551 чел.)
- Лез-Ивто (105 чел.)
- Линью (146 чел.)
- Мениль-Вен (52 чел.)
- Мениль-Гондуэн (169 чел.)
- Мениль-Эрме (204 чел.)
- Мениль-Юбер-сюр-Орн (483 чел.)
- Монтрёй-о-Ульм (132 чел.)
- Нёви-о-Ульм (208 чел.)
- Пуантель (319 чел.)
- Пютанж-ле-Лак (2 160 чел.)
- Сен-Фильбер-сюр-Орн (117 чел.)
- Сент-Андре-де-Бриуз (176 чел.)
- Сент-Илер-де-Бриуз (308 чел.)
- Сент-Онорин-ла-Гийом (333 чел.)
- Сент-Онорин-ла-Шардон (712 чел.)
- Сент-Оппортюн (240 чел.)
- Фавроль (147 чел.)
- Шамсери (165 чел.)

## Политика
На президентских выборах 2022 г. жители кантона отдали в 1-м туре Эмманюэлю Макрону 29,9 % голосов против 26,7 % у Марин Ле Пен и 16,1 % у Жана-Люка Меланшона; во 2-м туре в кантоне победил Макрон, получивший 54,9 % голосов. (2017 год. 1 тур: Марин Ле Пен – 23,5 %, Франсуа Фийон – 23,2 %, Эмманюэль Макрон – 20,6 %,  Жан-Люк Меланшон – 16,5 %; 2 тур: Макрон – 62,0 %. 2012 год. 1 тур: Николя Саркози — 29,0 %, Франсуа Олланд — 22,4 %, Марин Ле Пен — 19,9 %; 2 тур: Саркози — 52,8 %).
С 2021 года кантон в Совете департамента Орн представляют мэр коммуны Атис-Валь-де-Рувр Ален Ланж (Alain Lange) (Республиканцы) и мэр коммуны Монтрёй-о-Ульм Мари-Франсуаза Фруэль (Marie-Françoise Frouel) (Разные правые).
|                | Кандидаты                       | Партия        | Первый тур | Первый тур     | Второй тур | Второй тур |
| Кол-во голосов | Кандидаты                       | Партия        | % голосов  | Кол-во голосов | % голосов  |            |
| -------------- | ------------------------------- | ------------- | ---------- | -------------- | ---------- | ---------- |
|                | Ален Ланж Мари-Франсуаза Фруэль | Разные правые | 2 582      | 64,68          | 2 596      | 65,87      |
|                | Беатрис Каннессон Янник Субьен  | Экологисты    | 1 410      | 35,32          | 1 345      | 34,13      |

|                | Кандидаты                         | Партия             | Первый тур | Первый тур     | Второй тур | Второй тур |
| Кол-во голосов | Кандидаты                         | Партия             | % голосов  | Кол-во голосов | % голосов  |            |
| -------------- | --------------------------------- | ------------------ | ---------- | -------------- | ---------- | ---------- |
|                | Филипп Сено Мари-Франсуаза Фруэль | Правый блок        | 2 175      | 34,82          | 3 831      | 67,10      |
|                | Антони Мейян Жоэль Шёври          | Национальный фронт | 1 612      | 25,81          | 1 878      | 32,90      |
|                | Стефан Дави Изабель Трюффо        | Разные левые       | 1 283      | 20,54          |            |            |
|                | Кристоф Жерар Одиль Лекроснье     | Разные правые      | 1 176      | 18,83          |            |            |